# Fărcașu de Jos
Fărcașu de Jos – wieś w Rumunii, w okręgu Aluta, w gminie Fărcașele. W 2011 roku liczyła 1728 mieszkańców.